# Batalha de Scheveningen
A Batalha de Scheveningen (também conhecida como a Batalha de Texel ou A Batalha de Ter Heijde) foi a batalha naval final da Primeira Guerra Anglo-Holandesa. Teve lugar em 31 de julho de 1653 (10 de agosto no calendário gregoriano), entre as frotas da Comunidade da Inglaterra e das Províncias Unidas. A frota holandesa sofreu perdas massivas, mas atingiu seu objetivo estratégico imediato de aumentar o bloqueio da Marinha Real à costa holandesa.

## Antecedentes
Após sua vitória na Batalha de Gabbard em junho de 1653, a frota inglesa de 120 navios comandados pelo General no Mar George Monck em sua nau capitânia Resolution bloqueou a costa holandesa, capturando muitos navios mercantes. A economia holandesa começou a entrar em colapso, com desemprego em massa e uma crise econômica severa afetando-a. Em 24 de julho (3 de agosto no calendário gregoriano), o tenente-almirante holandês Marteen Tromp fez ao mar em Brederode com uma frota de 100 navios, para levantar o bloqueio na ilha de Texel, onde os 27 navios do vice-almirante Witte de With foram bloqueados pelos ingleses. Cinco dias depois, os ingleses avistaram Tromp e perseguiram ao sul, afundando dois navios holandeses antes do anoitecer, mas permitindo que De With escapasse e se encontrasse no dia seguinte com Tromp fora de Scheveningen, bem próximo à pequena vila de Ter Heijde, após Tromp ter posicionou-se por algumas manobras brilhantes ao norte da frota inglesa.

## Batalha

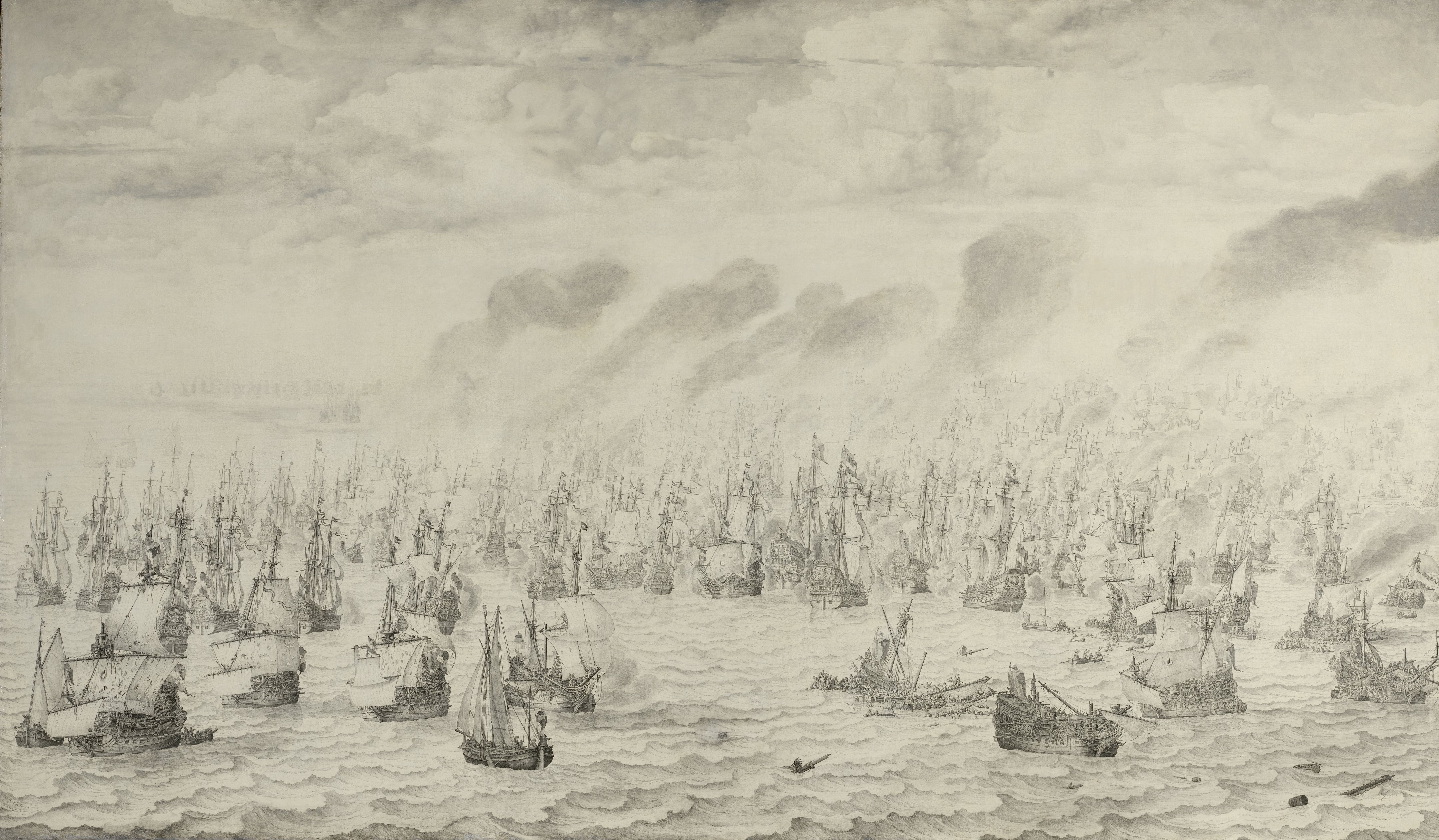
A Batalha de Terheide, 10 de agosto de 1653: episódio da Primeira Guerra Anglo-Holandesa (1652-54) por Willem van de Velde, o Velho

Os ventos foram fortes em 30 de julho e durante a noite, fazendo com que ambas as frotas parassem. Por volta das 7h00 do dia 31 de julho, os holandeses tiraram vantagem do clima e atacaram, liderados por Brederode. As frotas se moveram quatro vezes. Tromp foi morto no início da luta por um atirador no cordame do navio de Sir William Penn. Sua morte foi mantida em segredo para manter o moral dos holandeses, mas no final da tarde, doze de seus navios haviam sido afundados ou capturados e muitos estavam danificados demais para continuar a luta. No final, o moral quebrou e um grande grupo de navios sob o comando de capitães mercantes fugiu para o norte. De With tentou interromper o voo, mas teve que se limitar a cobrir a retirada para a ilha de Texel. A frota inglesa também foi gravemente danificada e com muitos feridos necessitando urgentemente de tratamento, voltou ao porto para se reabilitar e não conseguiu manter o bloqueio.

## Consequências
Ambos os lados reclamaram a vitória: os ingleses por causa de sua superioridade tática, os holandeses porque o objetivo estratégico de seu ataque, o levantamento do bloqueio, havia sido alcançado. No entanto, a morte de Tromp foi um golpe severo para os holandeses - poucos agora esperavam derrotar os ingleses; a facção orangista perdeu influência política e Johan de Witt estava disposto a dar garantias formais de tratado a Cromwell de que o infante Guilherme III de Orange nunca se tornaria stadtholder, transformando assim a Holanda em uma base para uma restauração Stuart. As negociações de paz começaram para valer, levando ao Tratado de Westminster de 1654.
Os danos causados à frota holandesa efetivamente encerraram a primeira guerra.